# Campeonato Sul-Americano de Voleibol Feminino Sub-18 de 2010
O  Campeonato Sul-Americano de Voleibol Feminino Sub-18 de 2010, foi a décima sétima edição da categoria Sub-18, ou seja, infanto-juvenil, disputada por oito seleções sul-americanas, competição realizada bienalmente, cuja entidade organizadora é a  Confederação Sul-Americana de Voleibol, as partidas aconteceram de 24 a 29 de agosto nos ginásios das cidades peruanas de Tarapoto e Tacna, estes na fase de grupos,  e a fase final ocorreu em Callao.A Seleção Brasileira conquistou o seu décimo quarto título nesta categoria, assegurando vaga no Mundial Infanto-Juvenil de 2011 e esta edição rendeu ao vice-campeão que foi a Seleção Argentina a outra vaga; e Gabriela Guimarães, ponteira brasileira, recebeu o prêmio de Melhor Atacante e Melhor Jogadora da edição.

## Seleções participantes
As seguintes seleções confirmaram participação no Campeonato Sul-Americano Sub-18 de 2010:
| Equipe    | Última participação |
| --------- | ------------------- |
| Peru      | (Sede), 2º em 2008  |
| Argentina | 4º em 2008          |
| Bolívia   | 6º em 2006          |
| Brasil    | 1º em 2008          |
| Chile     | 7º em 2008          |
| Colômbia  | 5º em 2008          |
| Paraguai  | 8º em 2008          |
| Venezuela | 3º em 2008          |

## Primeira fase

### Grupo A
Classificação
- Local : Coliseo Cerrado de Tacna, Tacna-Peru [1]

|     |           |     | Jogos | Jogos | Jogos | Resultados | Resultados | Resultados | Resultados | Resultados | Resultados | Sets | Sets | Sets  | Pontos | Pontos | Pontos |
| Pos | Equipe    | Pts | T     | V     | D     | 3–0        | 3–1        | 3–2        | 2–3        | 1–3        | 0–3        | V    | P    | R     | V      | P      | R      |
| --- | --------- | --- | ----- | ----- | ----- | ---------- | ---------- | ---------- | ---------- | ---------- | ---------- | ---- | ---- | ----- | ------ | ------ | ------ |
| 1   | Peru      | 9   | 3     | 3     | 0     | 3          | 0          | 0          | 0          | 0          | 0          | 9    | 0    | MAX   | 225    | 142    | 1.585  |
| 2   | Chile     | 7   | 4     | 2     | 2     | 1          | 1          | 0          | 1          | 0          | 1          | 8    | 7    | 1.143 | 238    | 199    | 1.196  |
| 3   | Venezuela | 3   | 3     | 1     | 2     | 1          | 0          | 0          | 0          | 1          | 1          | 4    | 6    | 0.667 | 219    | 218    | 1.005  |
| 4   | Paraguai  | 0   | 3     | 0     | 3     | 0          | 0          | 0          | 0          | 0          | 3          | 0    | 9    | 0,000 | 102    | 225    | 0.453  |

Resultados
| Data   | Hora  |           | Placar |              | Set 1 | Set 2 | Set 3 | Set 4 | Set 5 | Total  | Relatório |
| ------ | ----- | --------- | ------ | ------------ | ----- | ----- | ----- | ----- | ----- | ------ | --------- |
| 24 ago | 17:00 | Paraguai  | 0–3    | ' Venezuela' | 11–25 | 13–25 | 15–25 |       |       | 39–75  | 39–75     |
| 24 ago | 19:00 | 'Peru '   | 3–0    | Chile        | 25–20 | 25–17 | 25–22 |       |       | 75–59  | 75–59     |
| 25 ago | 17:00 | Venezuela | 1–3    | ' Chile'     | 14–25 | 20–25 | 31–29 | 22–25 |       | 87–104 | 87–104    |
| 25 ago | 19:00 | 'Peru '   | 3–0    | Paraguai     | 25–10 | 25–6  | 25–10 |       |       | 75–26  | 75–26     |
| 26 ago | 17:00 | 'Chile '  | 3–0    | Paraguai     | 25–13 | 25–12 | 25–12 |       |       | 75–37  | 75–37     |
| 26 ago | 19:00 | 'Peru '   | 3–0    | Venezuela    | 25–22 | 25–14 | 25–21 |       |       | 75–57  | 75–57     |

### Grupo B
- Local : Coliseo Cerrado de Tarapoto, Tarapoto-Peru[1]

|     |           |     | Jogos | Jogos | Jogos | Resultados | Resultados | Resultados | Resultados | Resultados | Resultados | Sets | Sets | Sets  | Pontos | Pontos | Pontos |
| Pos | Equipe    | Pts | T     | V     | D     | 3–0        | 3–1        | 3–2        | 2–3        | 1–3        | 0–3        | V    | P    | R     | V      | P      | R      |
| --- | --------- | --- | ----- | ----- | ----- | ---------- | ---------- | ---------- | ---------- | ---------- | ---------- | ---- | ---- | ----- | ------ | ------ | ------ |
| 1   | Brasil    | 11  | 4     | 4     | 0     | 2          | 01         | 1          | 0          | 0          | 0          | 12   | 3    | 4,000 | 262    | 184    | 1.424  |
| 2   | Argentina | 8   | 3     | 3     | 0     | 1          | 1          | 1          | 0          | 0          | 0          | 9    | 3    | 3,000 | 275    | 223    | 1.233  |
| 3   | Colômbia  | 3   | 3     | 1     | 2     | 1          | 0          | 0          | 0          | 1          | 1          | 4    | 6    | 0.667 | 204    | 222    | 0.919  |
| 4   | Bolívia   | 0   | 3     | 0     | 3     | 0          | 0          | 0          | 0          | 0          | 3          | 0    | 9    | 0,000 | 113    | 225    | 0.502  |

Resultados
| Data   | Hora  |              | Placar |           | Set 1 | Set 2 | Set 3 | Set 4 | Set 5 | Total   | Relatório |
| ------ | ----- | ------------ | ------ | --------- | ----- | ----- | ----- | ----- | ----- | ------- | --------- |
| 24 ago | 18:00 | 'Brasil '    | 3–0    | Bolívia   | 25–21 | 25–10 | 25–6  |       |       | 75–37   | 75–37     |
| 24 ago | 20:00 | 'Argentina ' | 3–1    | Colômbia  | 22–25 | 25–20 | 28–26 | 25–11 |       | 100–82  | 100–82    |
| 25 ago | 18:00 | 'Argentina ' | 3–0    | Bolívia   | 25–14 | 25–15 | 25–3  |       |       | 75–32   | 75–32     |
| 25 ago | 20:00 | 'Brasil '    | 3–0    | Colômbia  | 25–12 | 25–9  | 28–26 |       |       | 78–47   | 78–47     |
| 26 ago | 18:00 | 'Colômbia '  | 3–0    | Bolívia   | 25–14 | 25–15 | 25–15 |       |       | 75–44   | 75–44     |
| 26 ago | 20:00 | 'Brasil '    | 3–2    | Argentina | 20–25 | 25–18 | 25–18 | 24–26 | 15–13 | 109–100 | 109–100   |

## Fase final

### 5º ao 8º lugar
- Local: Coliseo Miguel Grau, Callao-Peru

Resultados
| Data   | Hora |              | Placar |          | Set 1 | Set 2 | Set 3 | Set 4 | Set 5 | Total | Relatório |
| ------ | ---- | ------------ | ------ | -------- | ----- | ----- | ----- | ----- | ----- | ----- | --------- |
| 28 ago |      | 'Venezuela ' | 3–0    | Bolívia  | 25–14 | 25–8  | 25–15 |       |       | 75–37 | 75–37     |
| 28 ago |      | 'Colômbia '  | 3–0    | Paraguai | 25–5  | 25–13 | 25–5  |       |       | 75–23 | 75–23     |

### Semifinais
- Local: Coliseo Miguel Grau, Callao-Peru

Resultados
| Data   | Hora  |           | Placar |              | Set 1 | Set 2 | Set 3 | Set 4 | Set 5 | Total  | Relatório |
| ------ | ----- | --------- | ------ | ------------ | ----- | ----- | ----- | ----- | ----- | ------ | --------- |
| 28 ago | 17:00 | 'Brasil ' | 3–0    | Chile        | 25–14 | 25–9  | 25–11 |       |       | 75–34  | 75–34     |
| 28 ago | 19:00 | Peru      | 2–3    | ' Argentina' | 25–18 | 25–23 | 10–25 | 19–25 | 11–15 | 90–106 | 90–106    |

### Sétimo lugar
- Local: Coliseo Miguel Grau, Callao-Peru

Resultado
| Data   | Hora  |          | Placar |            | Set 1 | Set 2 | Set 3 | Set 4 | Set 5 | Total | Relatório |
| ------ | ----- | -------- | ------ | ---------- | ----- | ----- | ----- | ----- | ----- | ----- | --------- |
| 29 ago | 12:00 | Paraguai | 1–3    | ' Bolívia' | 7-25  | 25-21 | 14-25 | 19-25 |       | 65–0  | 65-96     |

#### Quinto lugar
- Local: Coliseo Miguel Grau, Callao-Peru

Resultado
| Data   | Hora  |             | Placar |           | Set 1 | Set 2 | Set 3 | Set 4 | Set 5 | Total | Relatório |
| ------ | ----- | ----------- | ------ | --------- | ----- | ----- | ----- | ----- | ----- | ----- | --------- |
| 29 ago | 14:00 | 'Colômbia ' | 3–0    | Venezuela | 25–18 | 25–21 | 25–20 |       |       | 75–59 | 75–5      |

### Terceiro lugar
- Local: Coliseo Miguel Grau, Callao-Peru

Resultado
| Data   | Hora  |         | Placar |       | Set 1 | Set 2 | Set 3 | Set 4 | Set 5 | Total | Relatório |
| ------ | ----- | ------- | ------ | ----- | ----- | ----- | ----- | ----- | ----- | ----- | --------- |
| 29 ago | 18:00 | 'Peru ' | 3–1    | Chile | 16–25 | 25–22 | 25–14 | 25–9  |       | 91–70 | 91–70     |

### Final
- Local: Coliseo Miguel Grau, Callao-Peru

Resultado
| Data   | Hora  |           | Placar |           | Set 1 | Set 2 | Set 3 | Set 4 | Set 5 | Total | Relatório |
| ------ | ----- | --------- | ------ | --------- | ----- | ----- | ----- | ----- | ----- | ----- | --------- |
| 29 ago | 16:00 | Argentina | 0–3    | ' Brasil' | 24–26 | 20–25 | 18–25 |       |       | 62–76 | 62–76     |

## Classificação final
| Posição | Equipe    |
| ------- | --------- |
| 1       | Brasil    |
| 2       | Argentina |
| 3       | Peru      |
| 4       | Chile     |
| 5       | Colômbia  |
| 6       | Venezuela |
| 7       | Bolívia   |
| 8       | Paraguai  |

|  | Qualificados para o Mundial Infanto-Juvenil de 2011 |

## Prêmios individuais
As atletas que integraram a seleção do campeonato foram :
| MVP (Most Valuable Player) | Gabriela Guimarães      | Brasil    |
| Melhor atacante            | Gabriela Guimarães      | Brasil    |
| Melhor bloqueadora         | Natalia Cendan          | Argentina |
| Levantadora                | Naiane de Almeida Rios  | Brasil    |
| Melhor Sacadora            | Carla Fell Reginatto    | Brasil    |
| Melhor Receptora           | Juliana Paes Filippelli | Brasil    |
| Melhor defensora           | Micaela Spahn           | Argentina |
| Melhor líbero              | Juliana Paes Filippelli | Brasil    |